# Karang Pao
Karang Pao is een bestuurslaag in het regentschap Bangkalan van de provincie Oost-Java, Indonesië. Karang Pao telt 349 inwoners (volkstelling 2010).